# Geological Observations on the Volcanic Islands
Geological Observations on the Volcanic Islands, visited during the Voyage of H.M.S. Beagle, scritta dal naturalista inglese Charles Darwin, è un saggio pubblicato nel 1844, che si basa sulle sue esperienze durante il secondo viaggio del HMS Beagle, comandato dal capitano Robert FitzRoy. È il secondo libro di una serie di opere geologiche scritte da Darwin, che include anche The Structure and Distribution of Coral Reefs (pubblicato nel 1842) e Geological Observations on South America (pubblicato nel 1846).
L'opera rimane un testo fondamentale per lo studio della geologia vulcanica e per la comprensione dei meccanismi che plasmano il nostro pianeta.  Le idee innovative di Darwin, in particolare sul ruolo della subsidenza nelle isole vulcaniche e sull'importanza dell'analisi dei fenomeni geologici del passato, hanno influenzato generazioni di geologi e sono ancora rilevanti per gli studi moderni.

## Storia
L'idea di scrivere un'opera sulla geologia delle isole vulcaniche emerse durante il viaggio del Beagle. Già nel 1832, durante la sosta a Capo Verde, Darwin concepì il progetto di documentare sistematicamente la geologia delle isole visitate.  Il lavoro sulla bozza dell'opera iniziò nel 1838, ma fu interrotto più volte a causa di altri impegni scientifici e personali, come lo studio dei "sentieri paralleli" di Glen Roy e la nascita dei suoi figli. L'opera fu completata nel gennaio 1844.

## Struttura
Il testo è suddiviso in sette capitoli, ognuno dei quali analizza un gruppo di isole o specifici fenomeni geologici osservati.
- St. Jago (Capo Verde): Darwin descrive la geologia dell'isola, osservando i depositi sedimentari calcarei alterati dalle eruzioni vulcaniche sovrastanti, la difficoltà di tracciare i flussi di lava recenti su un paesaggio brullo, e la presenza di rocce vulcaniche più antiche, come il basalto. L'isola presenta anche conglomerati che si formano lungo la costa e una varietà di formazioni geologiche tra cui olivina decomposta.[4]
- Fernando de Noronha, Terceira, Tahiti, Mauritius: Qui Darwin descrive rocce vulcaniche di diversa composizione, come il fonolite a Fernando de Noronha e il trachite a Terceira, analizzando anche fenomeni geologici come la decomposizione delle rocce da parte di vapore ad alta temperatura. A Tahiti, osserva transizioni tra diverse tipologie di rocce vulcaniche, mentre a Mauritius fornisce prove dell'elevazione recente dell'isola. A St. Paul's Rocks, osserva una composizione minerale unica che non è di origine vulcanica.[4]
- Ascensione: Darwin analizza l'isola vulcanica di Ascensione, descrivendo le lave basaltiche, crateri tagliati dalla stessa parte, e l'esplosione di gas che eiettano frammenti di granito. Esamina anche il tufo e il suo processo di formazione, le concrezioni nel tufo pomiceo, e l'origine dell'ossidiana.[4]
- St. Helena: In questo capitolo, Darwin esplora le diverse serie di lava presenti sull'isola, tra cui quelle feldspatiche, basaltiche e sottomarine. Descrive in dettaglio la struttura delle colline vulcaniche, la presenza di crateri di elevazione e fenomeni come la denudazione e l'elevazione del terreno.[4]
- Isole Galápagos: Darwin analizza l'arcipelago delle Galápagos, osservando crateri di tufo e descrivendo in dettaglio la composizione chimica delle lave. Sottolinea anche l'elevazione delle terre e la disposizione delle fratture di eruzione. Esamina la geologia di diverse isole come Chatham, Albemarle e James.[4]
- Trachite e basalto; distribuzione delle isole vulcaniche: In questo capitolo, Darwin introduce la teoria della separazione dei cristalli nel magma fuso, descrivendo come la gravità specifica di ciascun componente del magma porti alla separazione di trachite e basalto. Analizza anche la distribuzione delle isole vulcaniche nei grandi oceani, evidenziando la loro tendenza a formarsi lungo linee di frattura. Discute l'antichità delle isole vulcaniche e le eruzioni lungo linee di frattura parallele.[4]
- Australia, Nuova Zelanda, Capo di Buona Speranza: Darwin descrive la geologia di queste regioni, evidenziando formazioni di arenaria, rocce vulcaniche e l'elevazione del terreno nel Nuovo Galles del Sud e Van Diemen's Land (oggi Tasmania). In Nuova Zelanda, osserva depositi calcarei superficiali e cast di rami fossili. Al Capo di Buona Speranza, esamina la giunzione tra granito e scisto argilloso.[4]

## Contributi scientifici
In Volcanic Islands, Darwin elaborò teorie innovative sulla mobilità della crosta terrestre, enfatizzando il ruolo dei movimenti verticali nella formazione delle isole vulcaniche.  Il capitolo sui "crateri di elevazione" riflette l'interesse di Darwin per i processi di sollevamento della crosta terrestre, un tema che collega alla sua teoria sull'origine dei continenti e delle isole.
Le sue osservazioni sulle Galápagos anticipano interpretazioni moderne sulla tettonica delle placche e sulla genesi dei vulcani oceanici. Tuttavia, molte delle sue idee, come la classificazione delle lave, non ricevettero il giusto riconoscimento durante la sua epoca.

## Ricezione e impatto
Al momento della pubblicazione, l'opera fu accolta freddamente, vendendo solo 143 copie entro il 1846. Darwin stesso riconobbe che il libro era "troppo tecnico" per il pubblico generale e che persino i geologi mostravano scarso interesse.  Una seconda edizione combinata con La geologia del Sud America fu pubblicata nel 1876, e un'edizione postuma con introduzioni di John Judd uscì nel 1890.
Oggi, Volcanic Islands  è considerata una pietra miliare nella geologia storica e un esempio delle capacità osservative e teoriche di Darwin.  Nonostante la sua complessità tecnica, l'opera offre preziose intuizioni sulla formazione delle isole oceaniche e sulle prime fasi di sviluppo delle idee di Darwin sulla scienza della Terra.

## Edizioni
- (EN) Charles Darwin, Geological observations on the volcanic islands visited during the voyage of H.M.S. Beagle, together with some brief notices of the geology of Australia and the Cape of Good Hope. Being the second part of the geology of the voyage of the Beagle, under the command of Capt. Fitzroy, R.N. during the years 1832 to 1836, London, Smith, Elder & Co., 1844.